# Les Chiens de Navarre
Les Chiens de Navarre sont une troupe de comédiens créée par Jean-Christophe Meurisse active depuis 2005.

## Description
Les Chiens de Navarre ont développé une œuvre théâtrale basée sur l'improvisation.
Les comédiens itèrent en répétition sur la base d'un thème puis l'équipe établit un canevas de la pièce. L'improvisation continue à chaque représentation à l'intérieur de chaque scène.
Certains qualificatifs et thèmes sont utilisés pour les caractériser : anticonformisme, folie, insolence, humanité, critique de la société, ...
La constitution de la troupe évolue à partir de 2015,,.
En 2019, les comédiens d'origine ne sont plus présents (Céline Fuhrer, Manu Laskar, Thomas Scimeca, Anne-Elodie Sorlin, Maxence Tual, Jean-Luc Vincent).
La troupe évolue avec la participation des comédiens :  Lorella Cravotta, Olivier Saladin, Pascal Sangla, Alexandre Steiger, Fred Tousch.

## Théâtre
- 2009 : Une raclette.
- 2012 : Nous avons les machines.
- 2012 : Les danseurs ont apprécié la qualité du parquet.
- 2013 : Quand je pense qu'on va vieillir ensemble.
- 2015 : Les armoires normandes.
- 2017 : Jusque dans vos bras.
- 2019 : Tout le monde ne peut pas être orphelin.
- 2022 : La vie est une fête.